# Raymond Arnette

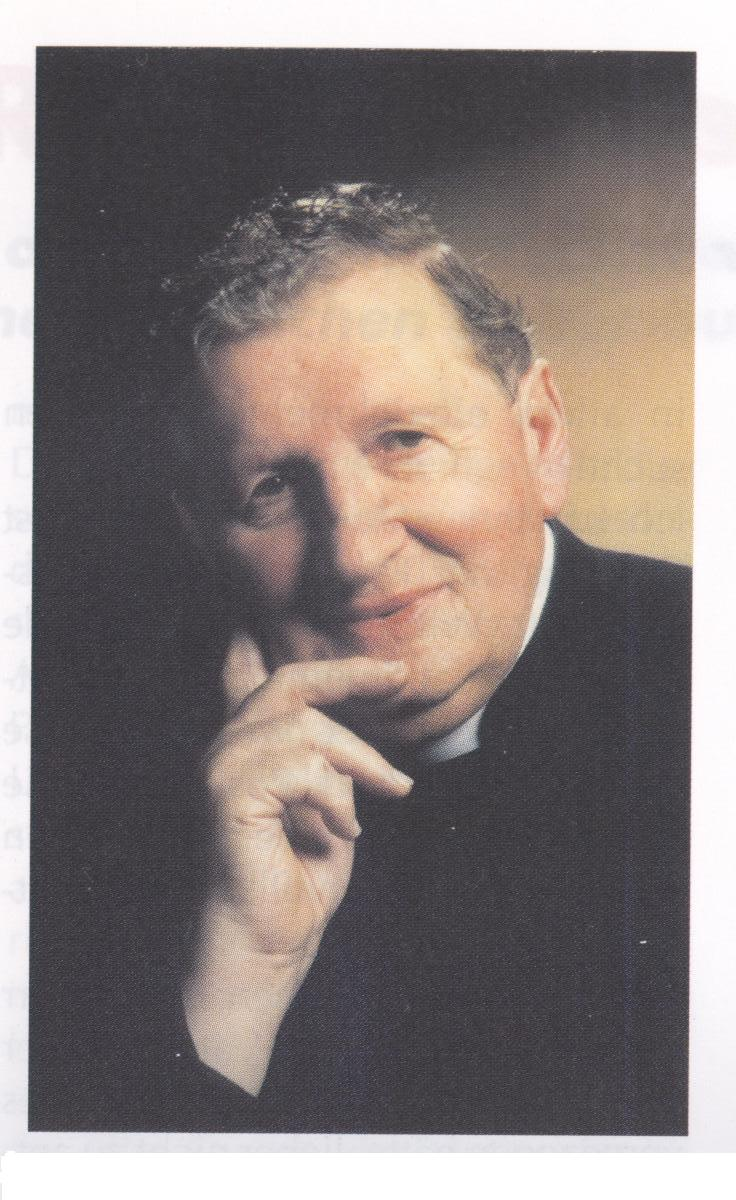
Abbé Raymond Arnette

Raymond Arnette (* 4. Februar 1923 in Paris; † 28. April 2004 in Frankenthal, Ortsteil Mörsch) war in seiner Jugend Résistance-Spion bei der Pariser Gestapo, dann katholischer Priester, zunächst in der Erzdiözese Paris, später im Erzbistum Freiburg und schließlich von 1969 bis 2004 in der Diözese Speyer, Buchautor und deutschlandweit bekannter Aktivist zur Bewahrung der sogenannten Tridentinischen Liturgie.

## Leben

### Herkunft und Jugend
Raymond Arnette wurde als Sohn eines atheistischen Polizisten geboren, den er später selbst taufte. Die Mutter verstarb schon, als der Junge 5 Jahre alt war. Er wuchs in Paris bei der aus Luxemburg stammenden Großmutter auf. In der Urlaubszeit und nach ihrem Tod kam er zu deren Verwandten nach Luxemburg, wo er auch zum Glauben fand. Außerdem wuchs er quasi dreisprachig auf – französisch, luxemburgisch und deutsch – was ihm später sehr nützlich sein sollte.
1938 kehrte Arnette nach Paris zurück, besuchte das theologische Seminar und ging bei Ausbruch des Krieges wieder ins Großherzogtum Luxemburg, wo er bis 1941 blieb. Dann kehrte er heim und lebte beim Vater und der Stiefmutter. Vorübergehend beschäftigte ihn der Vater bei der Polizei, die ihn auf Streifengänge der Sittenpolizei in die Pariser Halbwelt mitnahm. Endlich trat ein Aktivist der Résistance an ihn heran und rekrutierte ihn für die Widerstandsorganisation. Er sollte sich bei der Pariser Gestapo als Dolmetscher anwerben lassen und dort Spitzeldienst leisten. Dies tat Raymond Arnette von 1942 bis 1944 und es gelang ihm dabei, den berühmten Kernphysiker Frédéric Joliot-Curie zu warnen und vor einer drohenden Verhaftung zu bewahren. Am Morgen nach der Warnung musste er an einer Durchsuchung seines Labors teilnehmen. Nach dem Krieg trat Arnette seinem Wunsch gemäß ins Priesterseminar ein.

### Wirken als Priester
Am 29. Juni 1951 wurde Raymond Arnette in der Kathedrale Notre-Dame de Paris zum Priester geweiht; seine Primiz feierte er in Luxemburg. Die erste Stelle trat er als Studienpräfekt im Pariser Schul-Institut „Sainte Croix de Neuilly“ an. Später wurde er Direktor in Montrouge, im März 1962 Kaplan an der berühmten Basilika Sacré-Cœur. Im Juli 1962 wurde er als Verdächtiger und mutmaßliches OAS-Mitglied verhaftet, in Untersuchungshaft genommen, im Juni 1963 auf freien Fuß gesetzt und später völlig rehabilitiert.
Raymond Arnette verließ Frankreich daraufhin 1964 und ging nach Deutschland. Hier amtierte er zunächst als Militärseelsorger im Erzbistum Freiburg (Karlsruhe St. Bonifaz) und wirkte ab 28. August 1969 als Oberstudienrat für Religionslehre am Albert-Einstein-Gymnasium in Frankenthal. In dieser Stellung verblieb er bis zu seiner Pensionierung am 1. September 1987. Er wurde durch das bischöfliche Ordinariat als Diözesanpriester in das örtlich zuständige Bistum Speyer aufgenommen (inkardiniert). Im Gymnasium wählten ihn die Schüler verschiedenster Konfessionen jahrelang zum Vertrauenslehrer und Ansprechpartner.

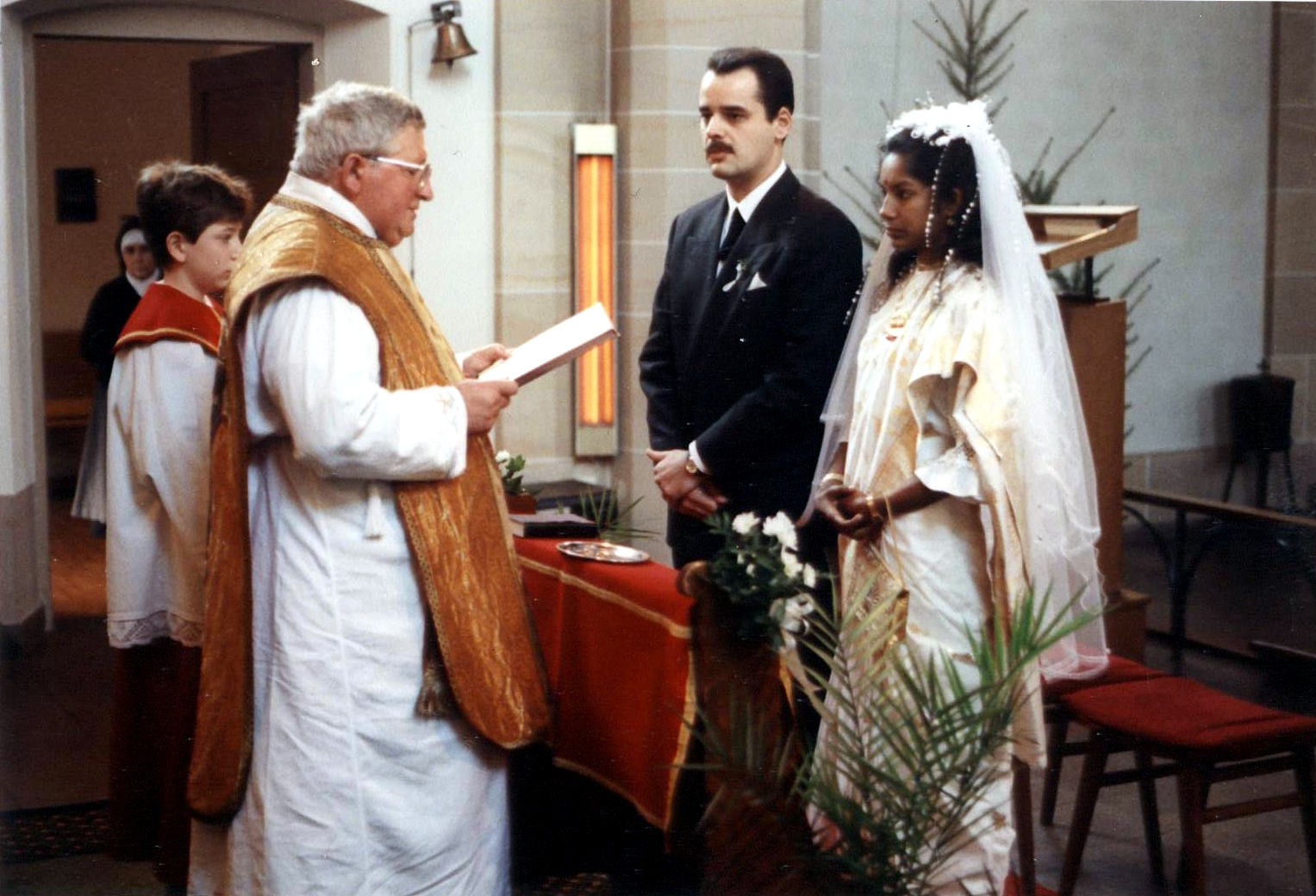
Abbé Raymond Arnette bei der Trauung eines deutsch-indischen Paares, in Frankenthal-Mörsch

Schon während seiner Zeit als Lehrer engagierte Arnette sich nebenbei in der Seelsorge, besonders in der Frankenthaler Pfarrei St. Dreifaltigkeit. Schließlich zog er als Mieter in das verwaiste Pfarrhaus des Frankenthaler Ortsteils Mörsch und erbot sich, ehrenamtlich (ohne Bezahlung) die Seelsorge in dem Dorf auszuüben. In dieser Seelsorgestellung blieb er über seine Pensionierung hinaus, von 1977 bis 1996. Raymond Arnette sah in der erneuerten Liturgie der katholischen Kirche – besonders so wie sie landauf, landab überall gefeiert wurde – deutliche Gefahren für den Glauben. Er vertrat darin etwa die gleichen Positionen wie später Papst Benedikt XVI., jedoch schon 20 Jahre früher. Der Priester begann zunächst Messen im neuen Ritus jedoch mit den alten Opferungsgebeten am Hochaltar zu zelebrieren, dann solche nach dem Messbuch von 1965 und schließlich benutzte er das Missale von 1962, das von Papst Benedikt XVI. kürzlich wieder als vollgültig und frei erlaubte Messform rehabilitiert wurde (Tridentinische Messe). Neben den Pfarrangehörigen besuchten Gläubige aus einem Umkreis von mehr als 50 km diese Gottesdienste und es setzte – mangels anderer derartiger Angebote – ein reger Zustrom aus der gesamten Region ein. Es entwickelte sich quasi eine Personalpfarrei im tridentinischen Ritus. 

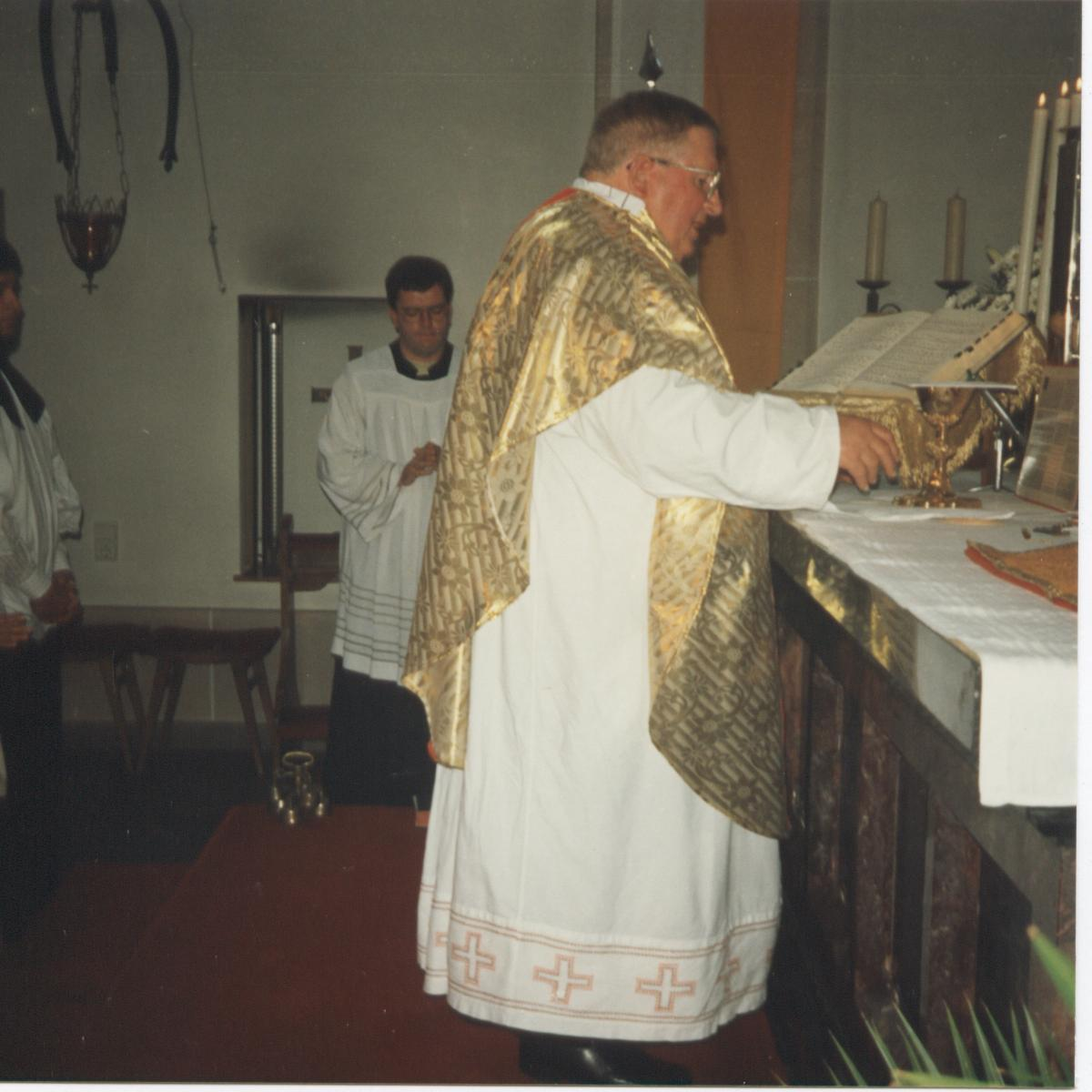
Abbé Raymond Arnette bei der Messfeier im tridentinischen Ritus.

Dies wurde einerseits von der zuständigen Diözese in Speyer geduldet, andererseits gab es aber auch kritische Gegenstimmen. Schließlich entzog man dem 75-jährigen Priester 1996 die Seelsorge und ließ ihn von einer Woche zur anderen nicht mehr in die Mörscher Kirche; es erfolgte ein Austausch der Türschlösser. Man versuchte ihn auch aus dem Pfarrhaus zu werfen, in welchem er jedoch als Privatperson und nicht als Pfarrer wohnte. Eine Zwangsräumungsaktion gegen den betagten Geistlichen scheiterte. Dieser setzte sich vielmehr vor Gericht zur Wehr und erhielt Recht. Er musste nicht ausziehen und durfte bis zu seinem Tod, 2004, im Pfarrhaus wohnen. Die Kirche in Mörsch blieb ihm jedoch versperrt und die Diözese Speyer gestattete ihm für sich und seine Gläubigen die Benutzung der ansonsten praktisch ungenutzten Filialkirche St. Martin in Einselthum, Donnersbergkreis. Der Priester musste somit bis ins Greisenalter für jede seiner Messen einen Gesamtweg von fast 70 km zurücklegen.
Raymond Arnette starb völlig überraschend am 28. April 2004 in Frankenthal-Mörsch. Er wurde auf dem Stadtfriedhof Frankenthal an einer bevorzugten Stelle beigesetzt, die besonderen Persönlichkeiten der Kommune vorbehalten ist. Das Requiem fand in Anwesenheit des Speyerer Bischofs Anton Schlembach in der Pfarrkirche St. Dreifaltigkeit, Frankenthal, statt. Zelebrant war Pfarrer Mathias Köller aus Ottersheim. Anschließend bewegte sich ein feierlicher Trauerkondukt, an dem mehrere hundert Gläubige teilnahmen, durch die Stadt zum Friedhof. Nach dem Tod von Raymond Arnette wurde die Seelsorge seiner altrituellen Gruppe – aufgrund der nunmehr auch in Rom erfolgten Veränderungen – offiziell durch die Diözese Speyer übernommen und der Zelebrationsort nach Dirmstein, seit Oktober 2010 nach Neustadt an der Weinstraße verlegt.

### Besondere Aktivitäten
Als Aktivist und Förderer der Tridentinischen Messe war Raymond Arnette im gesamten deutschen Sprachraum bekannt. Als man ihm 1996 die Kirche sperrte und aus dem Pfarrhaus werfen wollte, entbrannte in der Rheinpfalz Frankenthal über Wochen ein regelrechter Pressekrieg zwischen Gegnern und Befürwortern.
Der ziemlich korpulente Arnette, mit seiner schwarzen Soutane und seiner betont freundlichen Art, gehörte in Frankenthal seinerzeit zum Stadtbild. Infolge seines abenteuerlichen Lebens und dadurch geprägt, hatte er auch für Außenseiter und Fremde immer ein offenes Ohr. Mit Vorliebe unterhielt er sich auf seinen Einkaufsgängen mit Muslimen, deren tiefe Religiosität er stets bewunderte. Über lange Zeit hinweg förderte er die deutsch-französische Völkerverständigung, indem er alljährlich eine von ihm geführte Busreise in verschiedene Gegenden seines Heimatlandes organisierte. Ebenso hielt er in der Volkshochschule Kochkurse in französischer Küche ab und gab seine Rezepte in Buchform heraus. Er war der Meinung, dass es in deutschen Ehen oft auch deshalb „krisele“, weil hier die Frauen – ganz im Gegensatz zu Frankreich – so langweilig kochen würden; Liebe gehe nun einmal durch den Magen.
Im Jahre 1996 veröffentlichte Abbé Arnette auf vielfache Bitten von Freunden und Gläubigen seine außergewöhnlichen Lebenserinnerungen in Buchform. Diese Memoiren umfassen seine Kinder- und Jugendzeit, sein Wirken als Dolmetscher und gleichzeitiger Rèsistance-Spion bei der Pariser Gestapo, die Tätigkeit als Sittenpolizist, seine priesterliche Berufung und sein Wirken in Frankreich, die Inhaftierung aus fadenscheinigen politischen Gründen unter de Gaulle, sowie die Emigration nach Deutschland und den Neuanfang im Erzbistum Freiburg bzw. in der Diözese Speyer.
Das Buch erschien 1996 zunächst in Französisch unter dem Titel: De la Gestapo a l'O.A.S. L'itinéraire atypique d'un homme de Dieu, und Abbé Arnette trat in diesem Zusammenhang auch im französischen Fernsehen auf. Die deutsche Ausgabe folgte 1997 unter dem Titel Als Spion bei der Gestapo. Der ungewöhnliche Werdegang eines Pfarrers beim Theresia Verlag CH-6424 Lauerz. Als das Werk erschien, hatte der Priester für seine Gottesdienste gerade zwangsweise von Frankenthal-Mörsch nach Einselthum im Zellertal übersiedeln müssen. Deswegen äußerte er öfter humorvoll, hätte er vorausgesehen, dass er am Ende in Einselthum lande, würde er für seine deutschsprachigen Erinnerungen den Titel Vom Eiffelturm nach Einselthum gewählt haben. Dazu war es aber schon zu spät, da sich das Buch gerade im Druck befand. Auch in Deutschland erregten die ungewöhnlichen Erlebnisse des Geistlichen Aufsehen. Pfarrer Arnette hielt Autorenlesungen ab, kam in diversen Zeitungen zu Wort – sogar in der Bild-Zeitung – und absolvierte diesbezüglich einen Fernsehauftritt in der Abendschau von Rheinland-Pfalz.

## Werke
- De la Gestapo à l'O.A.S. L'itinéraire atypique d'un homme de Dieu. Éditions Filipacchi, Levallois-Perret 1996, ISBN 2-85018-399-7. Deutschsprachige Ausgabe: Als Spion bei der Gestapo. Theresia Verlag, Lauerz 1997, ISBN 3-908542-66-9.